# Eiskunstlauf-Weltmeisterschaften 1931
Die 29. Eiskunstlauf-Weltmeisterschaften fanden vom 28. Februar bis 1. März 1931 in Berlin (Deutschland) statt. Es war das zweite Mal, dass alle Wettbewerbe am selben Ort stattfanden.

## Ergebnisse

### Herren
| Platz | Sportler              | Land               |
| ----- | --------------------- | ------------------ |
| 1     | Karl Schäfer          | Österreich         |
| 2     | Roger Turner          | Vereinigte Staaten |
| 3     | Ernst Baier           | Deutsches Reich    |
| 4     | Hugo Distler          | Österreich         |
| 5     | Leopold Maier-Labergo | Deutsches Reich    |
| 6     | Marcell Vadas         | Ungarn             |
| 7     | Marcus Nikkanen       | Finnland           |
| 8     | Herbert Haertel       | Deutsches Reich    |
| 9     | Pierre Brunet         | Frankreich         |
| 10    | Rudolf Praznowsky     | Tschechoslowakei   |
| 11    | George Hill           | Vereinigte Staaten |
| 12    | Josef Slíva           | Tschechoslowakei   |
| 13    | Theo Lass             | Deutsches Reich    |

Punktrichter waren:
- Ludwig Niedermayer  Deutsches Reich
- Ludwig Fänner  Österreich
- Eugen Minich  Ungarn
- W. L. Hildburgh  Vereinigte Staaten
- Walter Jakobsson  Finnland
- H. J. Clarke  Vereinigtes Königreich
- H. Pika  Tschechoslowakei

### Damen
| Platz | Sportlerin       | Land               |
| ----- | ---------------- | ------------------ |
| 1     | Sonja Henie      | Norwegen           |
| 2     | Hilde Holovsky   | Österreich         |
| 3     | Fritzi Burger    | Österreich         |
| 4     | Maribel Vinson   | Vereinigte Staaten |
| 5     | Vivi-Anne Hultén | Schweden           |
| 6     | Edel Randem      | Norwegen           |
| 7     | Nanna Egedius    | Norwegen           |
| 8     | Yvonne de Ligne  | Belgien            |
| 9     | Randi Gulliksen  | Norwegen           |

Punktrichter waren:
- W. L. Hildburgh  Vereinigte Staaten
- Kurt Dannenberg  Deutsches Reich
- S. Wallwork  Vereinigtes Königreich
- Hans Grünauer  Österreich
- O. R. Kolderup  Norwegen
- Erich Bartel  Tschechoslowakei
- A. Anderberg  Schweden

### Paare
| Platz | Sportler                       | Land               |
| ----- | ------------------------------ | ------------------ |
| 1     | Emília Rotter / László Szollás | Ungarn             |
| 2     | Olga Orgonista / Sándor Szalay | Ungarn             |
| 3     | Idi Papez / Karl Zwack         | Österreich         |
| 4     | Lilly Gaillard / Willy Petter  | Österreich         |
| 5     | Maribel Vinson / George Hill   | Vereinigte Staaten |
| 6     | Else Hoppe / Oscar Hoppe       | Tschechoslowakei   |
| 7     | Ilse Gaste / Ernst Gaste       | Deutsches Reich    |
| 8     | Hansi Kast / Otto Kaiser       | Österreich         |
| 9     | Elisabeth Böckel / Otto Hayek  | Deutsches Reich    |

Punktrichter waren:
- S. Wallwork  Vereinigtes Königreich
- W. L. Hildburgh  Vereinigte Staaten
- Walter Jakobsson  Finnland
- C. Schulze  Deutsches Reich
- Eugen Minich  Ungarn
- J. Edhoffer  Österreich
- Erich Bartel  Tschechoslowakei

## Medaillenspiegel
| Platz | Land               | Gold | Silber | Bronze | Gesamt |
| ----- | ------------------ | ---- | ------ | ------ | ------ |
| 1     | Österreich         | 1    | 1      | 2      | 4      |
| 2     | Ungarn             | 1    | 1      | –      | 2      |
| 3     | Norwegen           | 1    | –      | –      | 1      |
| 4     | Vereinigte Staaten | –    | 1      | –      | 1      |
| 5     | Deutsches Reich    | –    | –      | 1      | 1      |